# Kalkaska (Michigan)
Kalkaska település az Amerikai Egyesült Államok Michigan államában, Kalkaska megyében, melynek megyeszékhelye is. Lakosainak száma 2132 fő (2020. április 1.).

## Népesség
A település népességének változása:

| 2010 | 2 020 |
| 2020 | 2 132 |